# La matematica dei rami
| Recensione | Giudizio |
| ---------- | -------- |
| Newsic     | 9/10     |
| Ondarock   | 7/10     |
| Rockit     | Positivo |
| Rockol     | 7,5/10   |

La matematica dei rami è l'undicesimo album in studio del cantautore italiano Max Gazzè, pubblicato il 9 aprile 2021.

## Tracce
1. Considerando – 3:33 (testo: Federica Camba, Diego Mancino e Daniele Coro)
2. Il vero amore – 3:38 (testo: Francesco Gazzè, Francesco De Benedittis, Antonio Toni e Max Gazzè)
3. Un'altra adolescenza – 3:35 (testo: Daniele Paolucci e Max Gazzè)
4. Del mondo – 4:40 (testo: Massimo Zamboni, Giovanni Lindo Ferretti, Gianni Maroccolo e Francesco Magnelli)
5. Le casalinghe di Shanghai – 3:11 (testo: Marco Franzoni, Lorenzo Lombardi e Dade)
6. Il farmacista – 4:14 (testo: Max Gazzè e Francesco Gazzè – musica: Max Gazzè e Francesco De Benedettis)
7. L'animale guida – 4:21 (testo: Simone Eleuteri e Lorenzo Fortino)
8. Attraverso – 3:27 (testo: Vanni Crociani, Gabriele Graziani, Francesco Gazzè e Max Gazzè)
9. Autoanalisi – 4:34 (testo: Marco Franzoni e Lorenzo Lombardi)
10. Figlia – 5:45 (testo: Magical Mistery Band, Francesco Gazzè, Daniele Silvestri, Annamaria Carelli e Max Gazzè)

Traccia bonus nella riedizione in streaming
1. Il vero amore (feat. Greta Zuccoli) – 3:36 (testo: Francesco Gazzè, Francesco De Benedittis, Antonio Toni e Max Gazzè)

## Formazione
- Max Gazzè – voce, basso

## Classifiche
| Classifica (2021) | Posizione massima |
| ----------------- | ----------------- |
| Italia            | 4                 |